# Stemona japonica
Stemona japonica är en enhjärtbladig växtart som först beskrevs av Carl Ludwig von Blume, och fick sitt nu gällande namn av Friedrich Anton Wilhelm Miquel. Stemona japonica ingår i släktet Stemona och familjen Stemonaceae. Inga underarter finns listade.

## Bildgalleri

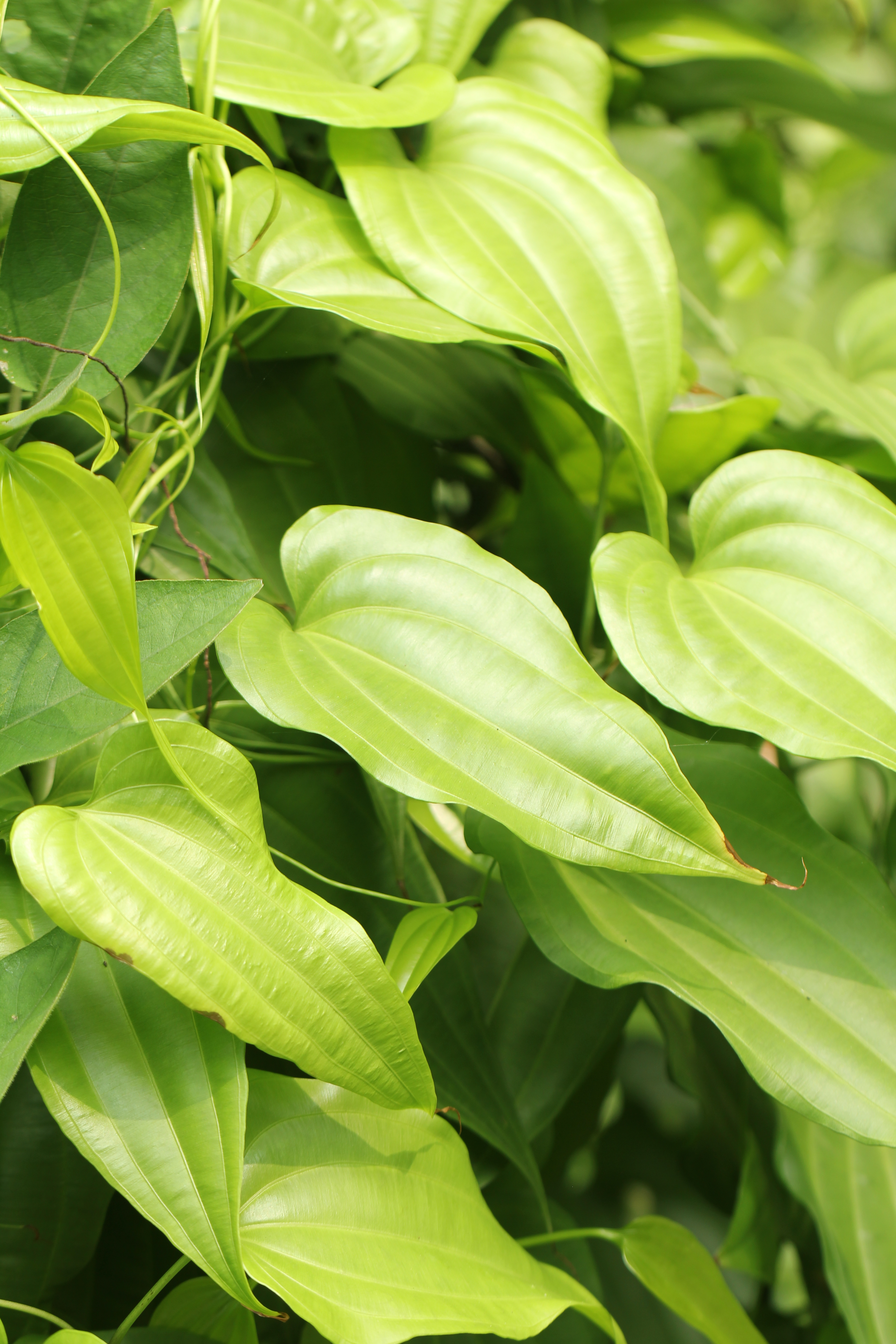